# Raionul Petrîkivka, Dnipropetrovsk
Petrîkivka (în ucraineană Петриківський район, transliterat: Petrîkivskîi raion) este un raion în regiunea Dnipropetrovsk, Ucraina. Reședința sa este așezarea de tip urban Petrîkivka.

## Demografie
Componența lingvistică a raionului Petrîkivka
     Ucraineană (95,49%)
     Rusă (3,95%)
     Alte limbi (0,2%)
Conform recensământului din 2001, majoritatea populației raionului Petrîkivka era vorbitoare de ucraineană (95,49%), existând în minoritate și vorbitori de rusă (3,95%).